# Station Kanie
Station Kanie is een spoorwegstation in de Poolse plaats Kanie.